# Kyusho-jitsu
Kyusho-jitsu ou Kyūshojutsu (em kanji: 急所術; em hiragana: きゅうしょじゅつ, transl. kyusho: "pontos chaves" e jutsu: "arte", "técnica";). é um conjunto de técnicas traumáticas e de manipulação dos pontos de pressão (áreas sensíveis ou pontos vitais) do corpo humano, compartilhadas de vários estilos de artes marciais japonesas, objetivando neutralizar um ataque desestabilizando o adversário ou buscando a perda de movimentos de alguma parte do corpo. Teve origem na medicina tradicional chinesa, com o surgimento da acupuntura e baseado na anatomia humana. Estilo relacionado com a atemi waza.
O Kyusho é o estudo da anatomia humana, com objetivo de entender quais centros nervosos, artérias e, tendões são mais vulneráveis a serem atingidos.

## História
A disciplina desenvolveu-se como um derivado dos estudos de acupuntura, assim como se descobriram quais pontos influenciavam positivamente no fluxo da energia corporal, pontos que influenciavam negativamente também foram mapeados e, bem assim, pontos que desestabilizam um adversário numa luta.
No karatê, as técnicas de golpes sobre pontos de pressão estão inseridas nos níveis de bunkai mais avançados, estando presentes em cada kata, desde o mais básico. No Japão ainda, era tratado como uma das artes que os ninjas deveriam dominar. Era também treinado em algumas escolas de jiu-jitsu.

### Arte marcial
O Kyusho-jitsu modernamente, além de ser uma disciplina de algumas artes marciais japonesas, desenvolveu-se como modalidade autônoma, que é ensinada como defesa pessoal.

## Tipos de manipulação
Existem três tipos de traumatizar os pontos vitais:
- Impacto;
- Pressão;
- Estrangulamento.

Os efeitos nos pontos vitais dividem-se em:
- paralisação;
- “apagão neurológico”;
- dificuldades respiratórias;
- morte.

Golpear os pontos vitais na cabeça leva a instabilidade, golpear os pontos na garganta pode paralisar, golpear parte superior do tórax causa dificuldades respiratórias, e golpear a parte baixa do corpo causa uma sensação de dormência.

## Pontos Vitais
São 36 pontos vitais, sendo 22 localizados na parte frontal do corpo e 14 localizados na parte posterior. São eles:

### Parte anterior do corpo
1- Dingxin: em cima da cabeça;
2- Zuogivo: lateral esquerda da cabeça;
3- Youjiao: lateral direita da cabeça;
4- Meixin: centro das sobrancelhas;
5- Zuotaiyang: têmpora esquerda;
6- Youtayang: têmpora direita;
7- Zuoerjiao: ouvido esquerdo;
8- Youerjiao: ouvido direito;
9- Yanhou: lateral esquerda do pescoço;
10- Qisang: lateral direita do pescoço;
11- Xiongyang- meio do tórax
12- Xinkan: “ponta do coração”, osso externo;
13- Dafu: “intestino grosso”, centro da barriga;
14- Duji: umbigo;
15- Pangguang: centro do púbis / bexiga urinária;
16- Shennang: baixo púbis / bexiga dos rins;
17- Zuoru: peito esquerdo;
18- Youru: peito direito;
19- Zuolei: costela esquerda;
20- Youlei: costela direita;
21- Zuoxie: “pé esquerdo da barriga”;
22- Youxie: “pé direito da barriga”.

### Parte posterior do corpo
23- Naohu: centro posterior da cabeça;
24- Yourgen: abaixo do ouvido direito;
25- Zuoergen: abaixo do ouvido esquerdo;
26- Jibei- nas costas, um palmo abaixo da nuca;
27- Jinxin: centro das costas;
28- Mingman: “portão da vida” ponto nas costas, atrás do umbigo;
29- Zuobeilei: ao lado da clavícula esquerda;
30- Youbeilei: ao lado da clavícula direita;
31- Zuojilu- mais ao cento abaixo da clavícula esquerda;
32- Youjilu- mais ao centro da costa abaixo da clavícula direita;
33- Zuoyaoyan- nas costas atrás do rim esquerdo;
34- Youyaoyan- nas costas atrás do rim direito.